# Николай (митрополит Киевский)
Митрополит Николай (XI век — 1104) — митрополит Киевский и всея Руси (1093—1104).
По происхождению грек. С 1093 года — митрополит Киевский и всея России. Его называют киевским чудотворцем.
Его имя упоминается только в двух летописных рассказах. По настоянию знати и граждан Киева Николай вместе со вдовой киевского князя Всеволода в ноябре 1097 года выступал в качестве посредника между соперничавшими князьями, что свидетельствует об определенной связи митрополита с общественной и политической жизнью Руси. Летом 1101 года Николай снова выступает поборником внутреннего мира.
В 1102 году отозван в Грецию. Умер в 1104 году.